# Martinlamitz
Martinlamitz (oberfränkisch Madderlamitz oder Merddalamitz) ist ein Gemeindeteil der Stadt Schwarzenbach an der Saale im Landkreis Hof (Oberfranken, Bayern).

## Geographie
Das Pfarrdorf Martinlamitz liegt östlich von Schwarzenbach an der Saale. Der Ort bildete vor seiner Eingemeindung mit Nonnenwald und Tannenwald eine Gemeinde im bis zur Gebietsreform 1972 bestehenden Landkreis Rehau. Im Ort mündet der Steinbach in die Lamitz.

## Geschichte
Der Ort ist eine für die Region frühe Ansiedlung; darauf weist die Entrichtung des „Pfaffenscheffels“ (siehe auch Streitpfarre) nach St. Lorenz in Hof hin. 1390 gehörte der Ort Friedrich von Sparneck und bestand aus Hammerwerk, Mühle, Schmiede und zehn Höfen. Weitere Besitzer waren die von Zedtwitz, das Kloster Himmelkron, die von Hirschberg, die Haller von Hallerstein und Markgraf Georg Friedrich. Durch das 1932 gegründete Eisenwerk und den Anschluss an die Bahnstrecke Weiden–Oberkotzau erfuhr die Gemeinde einen beträchtlichen Bevölkerungszuwachs.
Im Rahmen der Gebietsreform wurde Martinlamitz 1978 nach Schwarzenbach an der Saale eingemeindet.
Im Ort befindet sich außerdem eine Yunus-Emre-Moschee des DİTİB.

## Baudenkmäler
Ein Wohnstallhaus und zwei Dreiseithöfe sind als Baudenkmäler ausgewiesen.

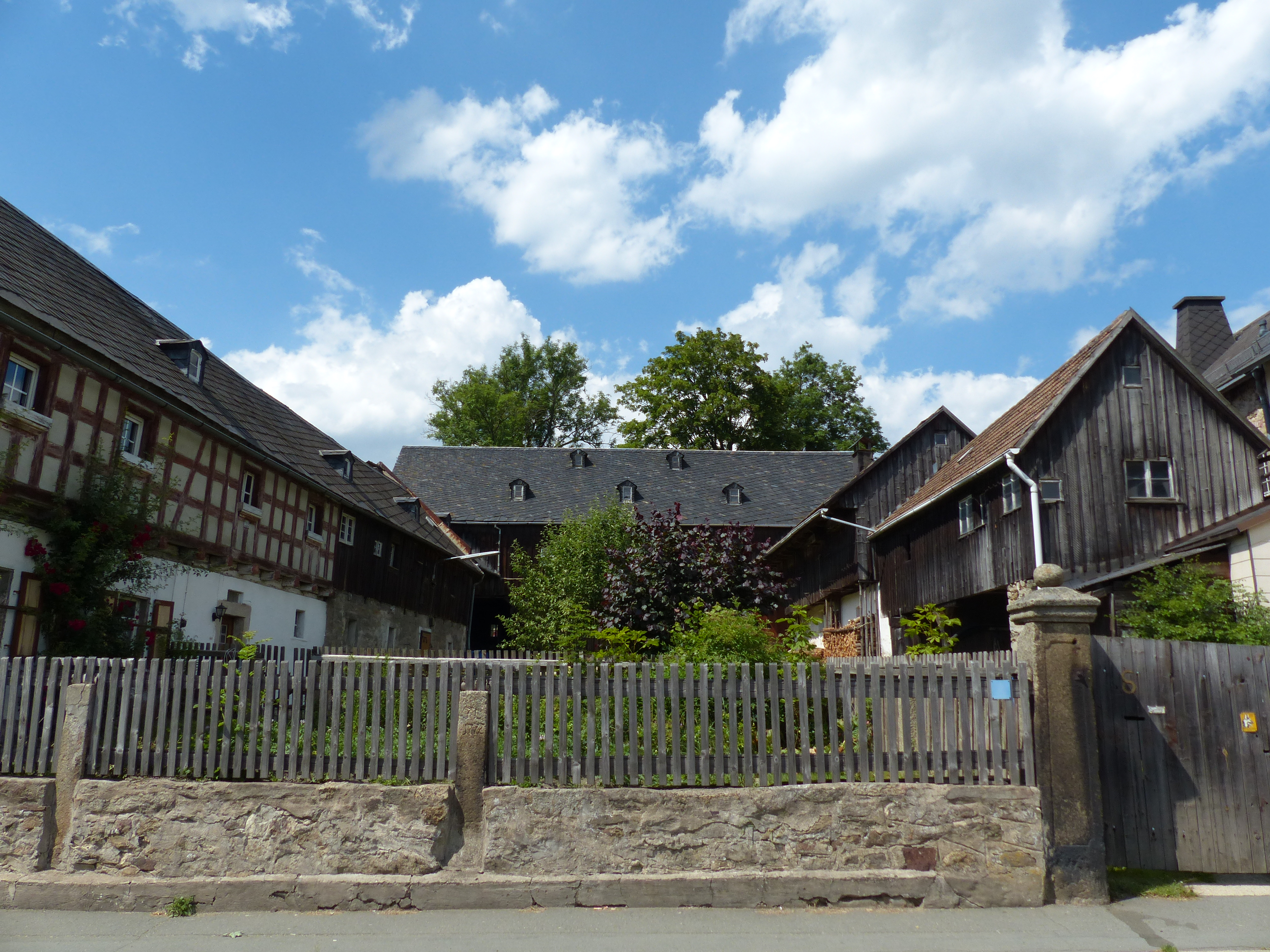
Dreiseithof